# Commelina spectabilis
Commelina spectabilis  (лат.) — вид однодольных растений рода Коммелина (Commelina) семейства Коммелиновые (Commelinaceae). Впервые описан британским ботаником Чарльзом Бэроном Кларком в 1881 году.
Существуют две разновидности растения — собственно Commelina spectabilis var. spectabilis и Commelina spectabilis var. ramosa.

## Распространение и среда обитания
Эндемик Анголы.
Произрастает в лесах вблизи рек и на песчаных травянистых болотистых местах.

## Ботаническое описание
Травянистое, сильно опушённое растение с толстым корневищем.
Стебель прямостоячий, крепкий, высотой 8,5—25 см.